# Beziehungen zwischen Deutschland und den Vereinigten Arabischen Emiraten
Die Beziehungen zwischen Deutschland und den Vereinigten Arabischen Emiraten bestehen seit dem Jahre 1972 auf diplomatischer Ebene. Beide Länder haben im Jahre 2004 eine strategische Partnerschaft vereinbart und sind enge Partner geworden. Für Deutschland sind die Vereinigten Arabischen Emiraten (VAE) der wichtigste Wirtschafts- und Handelspartner in der Golfregion.

## Geschichte
Kontakte zwischen beiden Gesellschaften lassen sich auf das frühe 20. Jahrhundert zurückverfolgen, als der deutsche Forscher Hermann Burchardt 1908 das britische Vertragsoman besuchte und den Herrscher von Abu Dhabi fotografierte. In den 1960er Jahren waren deutsche Unternehmen am Aufbau der Infrastruktur in der heutigen VAE beteiligt. Kurze Zeit nach der Unabhängigkeit der VAE vom Vereinigten Königreich nahm das Land im Oktober 1972 diplomatische Beziehungen zur Bundesrepublik Deutschland auf. Vier Jahre später eröffnete die VAE eine Botschaft in Bonn. Nach der deutschen Wiedervereinigung verlegten die VAE ihre Botschaft von Bonn nach Berlin und weihten 2004 das neue Botschaftsgebäude ein. Im selben Jahr vereinbarten beide Länder eine strategische Partnerschaft zur verstärkten Kooperation. Zwei Jahre später eröffneten der Deutsche Akademischer Austauschdienst und das Goethe-Institut Auslandsbüros in Abu Dhabi und 2009 wurde eine gemeinsame Deutsch-Emiratische Industrie- und Handelskammer eingerichtet.
2017 schlossen beide Länder eine Energiepartnerschaft, bei der die Förderung der Energieeffizienz und erneuerbarer Energieträger im Fokus steht. Im Juni 2019 verabschiedeten sie eine gemeinsame Absichtserklärung zu einer umfassenden strategischen Partnerschaft mit verstärkter Zusammenarbeit in den Bereichen Sicherheit, Energie, Politik, Wirtschaft und Kultur. Beide Länder bekräftigten dabei ihre „freundschaftliche Verbundenheit und stabile Partnerschaft“.

## Wirtschaft
Beide Länder sind enge Wirtschaftspartner, die wirtschaftlichen Beziehungen wurden ab den 2000er Jahren stetig ausgebaut. Das gemeinsame Handelsvolumen lag im Jahre 2021 bei 8,0 Milliarden Euro, womit die VAE den 42. Platz in der Rangliste der deutschen Handelspartner belegten. Deutschland exportiert Maschinen, Flugzeuge, Automobile, elektronische Geräte und Chemikalien in die VAE. Die VAE verkaufen hauptsächlich Aluminium und petrochemische Erzeugnisse an Deutschland. Deutschland importiert kein Rohöl aus den VAE und hat deshalb einen starken Handelsbilanzüberschuss im bilateralen Handel. Zahlreiche deutsche Unternehmen sind im Land aktiv und im Rahmen einer Energiepartnerschaft sind deutsche Unternehmen an dem Aufbau von Produktionsstätten zur Herstellung von Wasserstoff beteiligt.

## Kultur
In den VAE bestehen drei deutsche Auslandsschulen in den Städten Dubai, Abu Dhabi und Schardscha. Außerdem bestehen mehr als 20 bilaterale Kooperationen im Hochschulsektor. 2020 und 2021 war Deutschland Gastland der 30. bzw. 31. Internationalen Buchmesse in Abu Dhabi. Auf der Expo 2020 in Dubai waren Deutschland und das Land Baden-Württemberg mit eigenen Pavillons vertreten.
Bei der Fußball-Weltmeisterschaft 1990 trafen die Nationalmannschaften beider Länder erstmals aufeinander. Die deutsche Fußballnationalmannschaft konnte das Spiel der Gruppenphase mit 5:1 für sich entscheiden. Weitere Länderspiele zwischen beiden Teams fanden 1994 und 2009 im Rahmen von Freundschaftsspielen statt, welche Deutschland mit 2:0 bzw. 7:2 für sich entscheiden konnte.

## Deutsche Waffenlieferungen
Die VAE ist um eine aktive militärische und politische Rolle in der Region bemüht und als Koalitionspartner von Saudi-Arabien und den Vereinigten Staaten in regionale Konflikte verwickelt, darunter dem Jemenkrieg. Die deutsche Waffenindustrie liefert Waffen an die Streitkräfte der Vereinigten Arabischen Emirate. 2018 belief sich der Wert deutscher Waffenlieferungen an das Land auf 45 Millionen Euro. 2020 war die VAE der drittgrößter Abnehmer deutscher Waffen mit Waffenlieferungen in Höhe von 51,3 Millionen Euro.

## Migration
Im Jahre 2008 lebten knapp 10.000 Deutsche in der Stadt Dubai, viele davon sind Unternehmer oder technische Spezialisten. In jüngster Zeit wurde die Stadt Wahlheimat mehrerer bekannter deutscher Internetinfluencer. In Dubai kann von der ansässigen Regierung eine Influencer-Lizenz erworben werden, im Gegenzug für eine Geldsumme und positive Berichterstattung über die autoritäre Regierung der VAE.

## Diplomatische Vertretungen
- Deutschland hat eine Botschaft in Abu Dhabi und ein Generalkonsulat in Dubai.[12]
- Die VAE hat eine Botschaft in Berlin und Generalkonsulate in Bonn und München.[13]

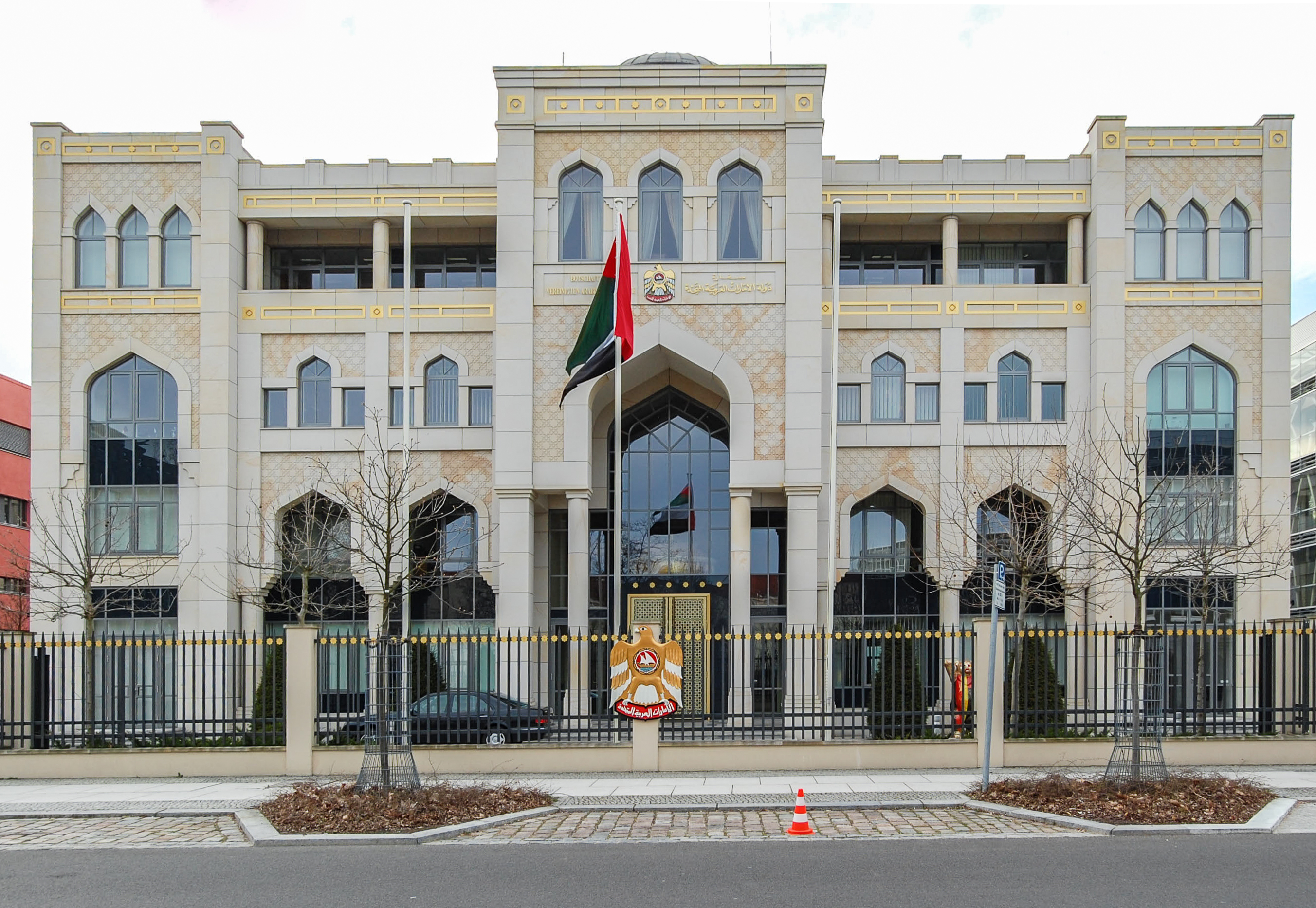
Botschaft der VAE in Berlin